# Ластівка (фільм)
«Ластівка» (рос. «Ласточка») — український радянський художній фільм 1957 року режисера Григорія Ліпшиця. Виробництво кіностудії імені Олександра Довженка.

## Синопсис
У стрічці йдеться про один епізод з діяльності підпільної більшовицької групи «Ластівка» в 1912 році. 

## У ролях
- Тамара Альошина — Віра Степанівна, головна роль
- Валентин Черняк — матрос Олексій Алексєєв («Микола»)
- Володимир Дружников — Віктор Михайлович Ярновський
- Володимир Канделакі — Георгій Теофіді, власник друкарні
- Всеволод Санаєв — полковник Мельґунов
- Михайло Глузський — матрос Щавель
- В'ячеслав Воронін — Федір Граков, матрос-провокатор
- Валентин Дуклер — Крусс, командир крейсера «Рубін»
- Степан Шкурат — Єгор Силич, старий рибалка
- Володимир Рудін —  матрос Надєйкін
- Олександр Короткевич — Ткачук
- Галина Ляпіна — Ліза
- Дмитро Капка — рибалка
- Олександр Хвиля — священник
- Сергій Петров — віце-адмірал фон Альтенбах
- Володимир Клунний — епізод
- Борис Карлаш-Вербицький — матрос
- Олег Зятєв — епізод
- Борис Бібіков — епізод
- Євген Лавровський — епізод
- С. Івінський — епізод

## Знімальна група
- Сценарист: Давид Вишневський
- Режисер-постановник: Григорій Ліпшиць
- Оператор-постановник: Олексій Прокопенко
- Художник-постановник: Микола Рєзник
- Режисер: С. Грабін
- Композитор: Герман Жуковський
- Звукооператор: Аркадій Лупал
- Асистент оператора: Вілен Калюта
- Монтажер: Варвара Бондіна
- Художник по костюмах: М. Васильєв
- Художник по гриму: Н. Решетило
- Редактор: Надія Орлова